# سولفات منگنز (II)
منگنز (II) سولفات (به انگلیسی: Manganese(II) sulfate) یک ترکیب معدنی با فرمول MnSO۴ است.

## کاربردهای سولفات منگنز
از سولفات منگنز برای تأمین منگنز خاک جهت تغذیهٔ گیاهان و در صنایع شیمیایی از جمله در استخراج فلز روی از خاک استفاده می‌شود. منگنز در خاک به صورت کاتیون دو ظرفیتی قابل جذب است و کمبود آن موجب زردی رگبرگ‌ها و توقف رشد در سرشاخه‌ها می‌شود.

## روش تولید سولفات منگنز
مهم ترین ماده ی اولیه جهت تأمین منگنز در تولید سولفات و سایر ترکیبات منگنز، دی اکسید منگنز معدنی (MnO2) یا کربنات منگنز می باشد. 
با افزودن آب و پودر دی اکسید منگنز یا کربنات منگنز به مخزن، ایجاد هم زدگی مناسب و دمیدن گاز دی اکسید گوگرد (SO2) حاصل از سوزاندن گوگرد عنصری به محلول و کاهیدن دی اکسید منگنز معلق در آب،می توان آن را تبدیل به سولفات منگنز محلول نمود. (علت استفاده از گاز گوگرد دی اکسید به جای واکنش مستقیم پیرولوزیت با سولفوریک اسید، عدم انحلال مستقیم این کانی در سولفوریک اسید می باشد)
پس از انجام عملیات انحلال، محلول حاصل فیلتر شده تا مواد نامحلول از آن جداسازی شود و سپس محلول زلال حاصله تغلیط شده و پس از سرد شدن، کریستال های سولفات منگنز هفت آبه تشکیل می شوند. همچنین می توان محلول حاصله را با استفاده از دستگاه اسپری درایر خشک نموده و پودر سولفات منگنز خشک (تک آبه) بدست آورد. جهت اجرای این فرآیند می بایست توجه نمود گه گاز دی اکسید گوگرد بسیار سمی بوده و استشمام آن می تواند منجر به خونریزی در مجرای تنفسی، خفگی، سوختن چشمان و مرگ شود.

## کاربرد ها و موارد مصرف سولفات منگنز
به عنوان کود در کشاورزی و باغبانی
در تولید شمش روی جهت حفاظت از آند های سربی
در تولید مس کاتدی جهت حفاظت از آند های سربی
تولید کنسانتره و خوراک دام و طیور
ماده ی اولیه جهت تولید سایر ترکیبات منگنز